# Првенство Србије у рагбију 2018.
Првенство Србије у рагбију 2018. је било 12. издање првенства Србије у рагбију 15. 
Титулу је освојио Партизан. Тако је један од најстаријих српских рагби клубова, после дугих 12 година, поново дошао до трофеја у најважнијем српском рагби такмичењу.

## Табела групе А
|   | Тим      | ИГ | Д | Н | И | Б  |  |
| - | -------- | -- | - | - | - | -- |  |
| 1 | Партизан | 6  | 6 | 0 | 0 | 29 |  |
| 2 | Рад      | 6  | 3 | 0 | 3 | 14 |  |
| 3 | БРК      | 6  | 0 | 0 | 6 | 3  |  |

## Учесници групе Б
- Војводина
- Динамо Панчево 1954
- Лозница
- Вршац

| Шампион Србије у рагбију 2018. |
| ------------------------------ |
| Партизан 18. титула            |